# 2013 în literatură
- 2012 în literatură — 2013 în literatură — 2014 în literatură

2013 în literatură implică o serie de evenimente:

## Premiere

### Literatură
- Jacob M. Appel – The Biology of Luck
- Dan Brown – Inferno
- J. M. Coetzee – The Childhood of Jesus
- Adam Christopher – The Burning Dark
- Troy Denning – Crucible
- Doug Dorst – S
- Harald Rosenløw Eeg — Den hvite døden – Moartea albă – (roman pentru tineret)
- Richard Flanagan – The Narrow Road to the Deep North
- Frederick Forsyth – The Kill List
- Neil Gaiman – The Ocean at the End of the Lane
- Elizabeth Graver – The End of the Point
- David G. Hartwell (ed.) – Year's best SF 18
- Stephen King – Doctor Sleep
- Rachel Kushner – The Flamethrowers
- Pierre Lemaitre – Au revoir là-haut (The Great Swindle)
- Eimear McBride – A Girl Is a Half-formed Thing
- Alex Miller – Coal Creek
- Haruki Murakami (村上 春樹) – Colorless Tsukuru Tazaki and His Years of Pilgrimage (色彩を持たない多崎つくると、彼の巡礼の年, Tsukuru to, kare no junrei no toshi)
- Adam Nevill – House of Small Shadows
- Nnedi Okorafor – Kabu-kabu: stories
- Chuck Palahniuk – Doomed
- Rick Riordan – The House of Hades
- Veronica Roth – Allegiant
- J. K. Rowling (as Robert Galbraith) – The Cuckoo's Calling
- M. G. Sanchez – The Escape Artist: a Gibraltarian novel
- John Scalzi – The Human Division
- Stephen Scourfield – As the River Runs (Crawley, WA)
- Sjón – Moonstone – The Boy Who Never Was (Mánasteinn – drengurinn sem aldrei var til)
- Robert Stone – Death of the Black-Haired Girl
- Donna Tartt – The Goldfinch
- Peter Watts – Beyond the Rift (collected stories)
- Tim Winton – Eyrie

### Science Fiction & Fantasy
- Călătorii în timp, antologie SF, Nemira
- The Circle de Dave Eggers
- Guardian de Jack Campbell
- Shadow of Freedom de David Weber